# Duitse militaire begraafplaats in Spremberg
De Duitse militaire begraafplaats in Spremberg is een militaire begraafplaats in Brandenburg, Duitsland. Op de begraafplaats liggen omgekomen Duitse militairen uit de Tweede Wereldoorlog.

## Begraafplaats
Op de begraafplaats, gelegen op de Georgenberg, rusten 284 militairen. De slachtoffers kwamen tijdens de laatste maanden van de oorlog om het leven.